# Piotr Rękawik
Piotr Rękawik (ur. 1 marca 1973 w Częstochowie) – polski aktor teatralny i filmowy. Pracuje także jako trener w firmie szkoleniowej (specjalizuje się w technikach prezentacji i wystąpieniach publicznych).

## Życiorys
W 2000 roku ukończył studia na PWST w Krakowie. W latach 2000–2006 występował na scenach Teatru Współczesnego w Warszawie.

## Filmografia
- 1997–2011: Klan − Adam Więcławski, oskarżający Pawła Lubicza o błąd w sztuce lekarskiej
- 2001–2002: M jak miłość − Krzysio, chłopak w barze (odc. 40); adwokat Łagody (odc. 99)
- 2001: Marszałek Piłsudski − „Malina”, bojowiec PPS, uczestnik akcji w Milanówku (odc. 2)
- 2002: Julia wraca do domu − pan młody
- 2002–2010: Samo życie − policjant Jacek
- 2005–2006: Egzamin z życia − taksówkarz (odc. 20 i 46)
- 2005: Na dobre i na złe − ksiądz Michał (odc. 222)
- 2005: Pensjonat pod Różą − Andrzej Szymański, syn Witolda (odc. 38 i 39)
- 2005: Solidarność, Solidarność... − sierżant (nowela: Czołgi)
- 2006: Magiczne drzewo − „Klops”, kolega taty Ani (odc. 6)
- 2007: Determinator − Karol Wioncek, partner Renaty Kmiecik (odc. 2, 6, 7 i 9)
- 2007: Ekipa − pan od nafty (odc. 5)
- 2007: Kryminalni − Krzysztof Dudzik (odc. 70)
- 2008–2009: Czas honoru − gestapowiec Becker, strażnik na Pawiaku
- 2008: Wichry Kołymy − strażnik
- 2009: Generał Nil − towarzysz w celi zbiorowej
- 2009: Siostry − Roman (odc. 3)
- 2010: Hotel 52 − doorman Piotr
- 2010: Cisza − ojciec Aśki
- 2011: Księstwo
- 2014: Prawo Agaty − radca prawny (odc. 55)

## Teatr Telewizji
- 2007: Oskarżeni. Śmierć sierżanta Karosa Scena Faktu Teatru Telewizji